# 约翰·马克斯维尔·库切
约翰·马克斯维尔·库切，AC（英語：John Maxwell Coetzee，简写为，1940年2月9日—），又譯柯慈，南非当代小说家，1987年耶路撒冷奖得主，2003年诺贝尔文学奖得主。庫切主要使用英語写作。
2006年，库切歸化成為澳洲公民後在阿德萊德大學文學院任教。

## 生平
1940年，庫切出生于南非开普敦，是荷兰裔移民的后代。成长于南非种族隔离政策逐渐成形并盛行的年代。他于1963年在南非开普敦大学開始寫作，随后在美国得克萨斯大学获得電腦分析博士学位，随后返回南非。1984年，库切成为南非开普敦大学英语文学教授。1974年库切发表了他的第一部小说《昏暗的国度》，此后一直写作，1977年发表《来自国家的心脏》，并于1980年发表了使其在国际文坛上一举成名的小说《等待野蛮人》。库切于2001年移居澳大利亚，任职于阿德莱德大学。目前库切在美国芝加哥大学教授“柏拉图对话集”的《费德鲁斯篇》和美国诗人沃尔特·惠特曼诗歌的本科课程。库切是该大学“社会思想委员会”成员。该委员会主要培养学生获得文学、哲学、历史、神学、艺术或者政治学博士学位。库切已在该大学任教数年，最初是作为访问教授在校任教的。
库切是一位性情孤僻、不苟言笑的人，他是素食主义者，酷爱骑自行车，滴酒不沾，他向来都不接受记者采访。他1963年结婚，但1980年代他与妻子离婚。他有一儿一女。但他的儿子在23岁的时候不幸意外去世。
1997年库切出版了回忆录《少年时代：来自省城生活的情景》。该回忆录描写了作家本人走向成熟的艰难努力。在这本回忆录中，他提及了童年对语言的狂热。尽管生活在一个南非语的环境中，他却是在一个讲英语的家庭中长大。他认为自己是一个英国人，但却也能说流利的南非语。
2003年，库切获得当年的诺贝尔文学奖。库切还是第一位两度获得英国文学最高奖——布克奖的作家，而且他是一名受人尊敬的批评家，一直享誉全球文坛，但在媒体面前他却一直表现得非常谨慎和低调，他在1999年因一部黑色讽刺作品《耻》（Disgrace）而再度获得布克奖后曾表示：“在我的一生中，我一直成功地做到了怎样避免成为一个名人。” 库切其它的荣誉还包括三度获得南非最重要的文学奖——中央通訊社文學獎以及法国費米娜外國小說獎、以色列耶路撒冷奖與《爱尔兰时报》国际小说奖等文学奖。他被评论界认为是当代南非最重要的作家之一。
库切还发表过各种翻译作品，并曾经担任过《纽约书评》的文学评论家。

## 作品特色
库切的作品主要描写的是种族隔离下的人们的生活状态，结构精致，对话隽永，思辨深邃。库切被评论家认为是“一个有道德原则的怀疑论者”。“他对当下西方文明中浅薄的道德感和残酷的理性主义给予了毫不留情的批判”。
库切的书都是关于历史，是关于人在历史中的地位，更是关于人是否能逃离历史。在他的笔下，政治和历史的力量像阴风苦雨一样无孔不入，吹入个人的生活，这隐晦恶劣的气候能够摧毁人的一生。他笔下的南非，是一个没有时间，噩梦一般的地方。“在关键时刻，库切的人物都是站在他们自己背后，一动不动，仿佛是没有办法参与他们自己的行动。”瑞典学院这样写道，“但是这种消极状态又不仅仅是一个人的性格造成，这也是一个人对压迫的最后反抗，在不参与的消极状态中进行抵抗。”
他的语言非常精炼，非常干净，如同他从来不多说一句话一样，他的书中也从来没有一个多余的字。
在他的小说里，描述了一个个局外人的青春，挣扎，阴郁，却又真实，充满炙热。

## 主要作品
- 1974年：《昏暗的国度》（英文書名 Dusk lands）
- 1976年：《来自国家的心脏》（英文書名 In the Heart of the Country）
- 1980年：《等待野蛮人》（英文書名 Waiting for the Barbarians）
- 1983年：《迈克尔·K的生活和时代》（英文書名 Life and Times of Michael K）
- 1986年：《敌人》（英文書名 Foe）
- 1990年：《铁的时代》（英文書名 Age of Iron）
- 1994年：《圣彼得堡的大师》（英文書名 The Master of Petersburg）
- 1997年：《少年时代：来自省城生活的情景》（回忆录）

（英文書名 Boyhood: Scenes from Provincial Life)
- 1999年：《耻》（英文書名 Disgrace）（台灣書名 屈辱）
- 2002年：《青春》（英文書名 Youth）
- 2003年：《伊丽莎白·科斯特洛：八堂课》（英文書名 Elizabeth Costello: Eight Lessons）
- 2005年：《慢性男人》（英文書名 Slow Man）
- 2007年：《荒年日记》（英文書名 Diary of a Bad Year）
- 2009年：《夏日》（英文書名Summertime）
- 2013年：《耶穌的童年》（英文書名The Childhood of Jesus）

論文集
- 1996年：《冒犯》（英文書名 Giving Offense : Essays on Censorship）

## 庫切作品在台灣的出版
在台灣，John Michael Coetzee 被翻譯為「約翰‧麥可‧柯慈」。
- 孟祥森/譯，《屈辱》，台北：天下遠見，2000年。
- 程振家/譯，《麥可K 的生命與時代》，台北：天下遠見，2000年。
- 小知堂編譯組/譯，《雙面少年》，台北：小知堂，2000年。
- 汪芸/譯，《鐵器時代》，台北：天下遠見，2001年。
- 程振家/譯，《等待野蠻人》，台北：天下遠見，2003年。
- 鄭明萱/譯，《少年時》，台北：時報文化，2004年。
- 盧相如/譯，《在國家心中》，台北：小知堂，2004年。
- 盧相如/譯，《仇敵》，台北市：小知堂，2004年。
- 胡娟暐/譯，《昏暗之地》，台北：小知堂，2005年。
- 謝佩妏/譯，《聖彼得堡的文豪》，台北市：小知堂，2005年。
- 林美珠/譯，《伊莉莎白‧卡斯特洛》，台北市：小知堂，2005年。
- 梁永安/譯，《緩慢的人》，台北市：天培文化，2009年。

## 庫切及其作品在台灣的研究
不少。到2011/3/29為止，至少有21部碩博士論文。
- 賴惠雲，〈愛其所不能愛：柯慈對於人我關係的倫理觀〉(Loving the Unloveble:J.M.Coetzee’s Ethics of Self-Other Relationships) 成功大學外國語文學系博士論文。
- 鐘品玉，〈柯慈的〈屈辱〉：羞恥與罪惡感在個別化過程中的展現〉(Manifestation of shame and guilt in the process of individuation in J.M.coetzee’s disgrace) 國立高雄師範大學英語研究所文學組碩士論文。
- 莊士弘，〈與德勒茲和瓜達西閱讀柯慈小說《等待野蠻人》：戰爭機器、平滑空間、塊莖〉(Reading Deleuze and Guattari with J.M.Coetzee’s Waiting for the Barbarians:War machine,smooth space,rhizome) 國立高雄師範大學英語學系碩士論文。
- 林家祺，〈靜默文學：愛密莉‧荻菫蓀詩集、柯慈《屈辱》及愛德華‧凱瑞《望樓館》之研究〉，東華大學創作與英語文學研究所，2010年。(Literary Silence in Emily Dickenson's Poetry, J.M.Coetzee's Disgrace and Edward Carey's Observatory Mansions)

## 庫切及其作品在台灣、香港的評介
- 2004年1月號的《印刻生活誌》有作家的簡介、作品轉載，以及馬悅然對柯慈的評論。
- 劉正慶〈南非：黑白問題的深層矛盾—柯慈獲頒諾貝爾文學獎所反映的南非現實〉，發表在2003年11月的《新聞大舞台》。
- 吳億偉〈書評--〈等待野蠻人〉〉，發表在2002年6月的《幼獅文藝》。此外，還有「萬之」(作家)的〈大師水準再放異彩—評庫切新作《劣年日記》〉，該文發表在2007年12月號的《明報月刊》。
- 至於作家本人的演說，《明報月刊》曾翻譯、刊載。由傅正明翻譯，名為「他和他的人—庫切諾貝爾文學獎獲獎演說」，該文刊載在2004年1月號。
- 2003年11月號刊載萬之、傅正明的〈諾獎得主庫切[Coetzee,John Maxwell]約寫〉。

## 其它
- 一件奇怪的事情是，库切在南非仅仅拥有一小部分读者群。威特沃特斯兰德大学的大卫-埃特威尔表示：“我认为，南非大多数人都不知道他是谁。他在学术界获得了很高的威望，大家公认他是南非最好的小说家，但是他作品在南非的读者却很少，甚至在那些喜欢文学的人当中也很少有人知道他。”
- 诺贝尔文学奖获奖评语：精准地刻画了众多假面具下的人性本质。